# Les Cuirassés de terre
Les Cuirassés de terre est une nouvelle de H. G. Wells.

## Publication
La nouvelle est publiée pour la première fois en 1903. Welles y décrit une armée de nationalité inconnue disposant d'immenses véhicules blindés servis par les soldats. Wells donne un certain nombre de détails techniques qui s'inspirent des réalisations d'un inventeur nommé Bramah Joseph Diplock (en), qui avait inventé une roue déformable équipée de pieds articulés, système nommé « roue Pedrail (en) ». Ceci peut être considéré comme une préfiguration des chars d'assaut.